# خالد بشاره
خالد بشاره (به عربی: خالد بشارة) (زاده ۱ ژوئیهٔ ۱۹۷۱ - درگذشت ۳۱ ژانویهٔ ۲۰۲۰) کارآفرین، بازرگان و مدیر ارشد اجرایی مصری بود که به‌عنوان رئیس هیئت مدیره شرکت گلوبال تلکام و مدیر عامل اجرایی شرکت اکسلرو کپیتال فعالیت می‌نمود.